# Augusto Silva
Augusto Silva (Lisboa, 22 de fevereiro de 1902 - 8 de janeiro de 1962) foi um futebolista e treinador português.
Jogou na equipa do Belenenses e pela Seleção Portuguesa de Futebol. Foi ainda treinador do Belenenses pelo qual obteve o primeiro e até hoje o único título nacional na época de 1945-1946.

## Carreira internacional
Silva fez a sua estreia pela seleção nacional em 17 maio de 1925 no jogo contra a Espanha numa derrota 0-2 em Lisboa. Ele participou nos Jogos Olímpicos de Verão de 1928  e jogou os três jogos da seleção nacional, tendo marcado um golo por Portugal. Ele fez 21 internacionalizações pela seleção e marcou dois golos entre 1925 e 1934.

## Treinador
Foi ainda treinador do Belenenses, do Futebol Clube do Porto e Estoril Praia. Augusto Silva na época 1939/40 foi treinador do Clube Desportivo Santa Clara, obtendo neste ano mais um título de Campeão (distrital) para o clube de Ponta Delgada, Açores.
De salientar que ele foi o único treinador a dar ao Belenenses o seu o primeiro e até hoje o único título nacional na época de 1945-1946. Foi eleito como um dos treinadores do "O Onze do Centenário" do time português.